# David Davies (industriel)
Pour les articles homonymes, voir David Davies (homonymie) et Davies.
David Davies, né le 18 décembre 1818 et mort le 20 juillet 1890, est un industriel et homme politique.

## Biographie
Né le 18 décembre 1818 à Drain-Tewion, Llandinam dans le Montgomeryshire, il est l'aîné des neuf enfants de David Davies (1846), fermier et scieur de bois, et de sa femme, Elizabeth (probablement née Felix).